# Плещеев, Андрей Михайлович
Андре́й Миха́йлович Плеще́ев (ум. в 1492 году) — боярин великого князя Ивана III.

## Биография
Старший сын боярина М. Б. Плещеева, родился предположительно в 1440 году.
Андрей Михайлович- именитый боярин, пользовавшийся полным доверием Иоанна III; ему поручались не раз семейные дела великого князя, т. е., по понятиям эпохи, самые важные государственные дела. В 1479 году он посылал его в Ржев к своим братьям Борису Васильевичу Волоцкому и Андрею Васильевичу, уходившим в Литву, с требованием выдать отъехавшего к нему князя Ивана Оболенского-Лыкова.
В следующем году великий князь, опасаясь нашествия Ахмата на Москву, отправил Плещеева сопровождать свою жену и казну в Белозерск.
В 1482 году великий князь отправил его к молдавскому господарю Стефану III в Молдавию сватать его дочь Елену за великого князя Ивана Ивановича, с которой в следующем году он и возвратился в Москву.

## Семья
Был женат на Елене (Алёне) Яковлевне Кошкиной, дочери Якова Ивановича Казака Кошкина и внучке влиятельного московского боярина Ивана Федоровича Кошкина. Елена Яковлевна приходилась двоюродной сестрой боярину Ю. З. Кошкину-Захарьину (? — 1503), деду царицы Анастасии Романовны. От этого брака из родословных известны пять сыновей:

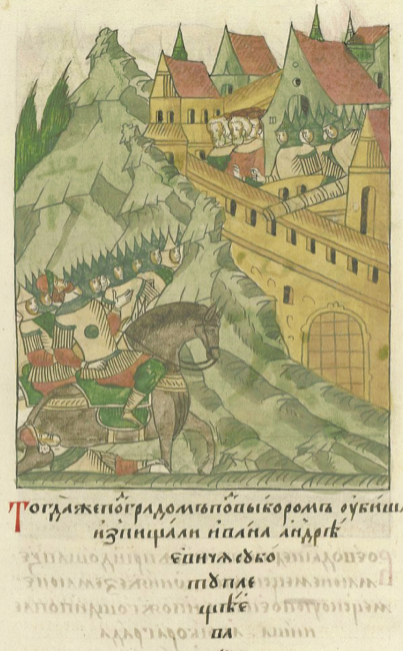
Гибель Ивана Андреевича Субботы Плещеева

- Иван Андреевич, по прозвищу Суббота (?—1495), в 1492—1493 гг. ездил с миссией в Валахию. Убит под Выборгом.
- Михаил Андреевич (? — 1533), боярин и воевода московских царей Ивана III и его сына Василия III.
- Фёдор Андреевич, по прозвищу Чешиха (?— ум. до 1513), пристав при литовском после (1493). Был женат на княжне Ксении Ивановне N (?—после 1514), дочери какого-то князя Ивана Александровича, по предположению современных исследователей[1], князя Ивана Александровича Звенигородского. От этого брака известны несколько дочерей[2]:
  - Ирина Фёдоровна — жена (брак с до декабря 1515 г.) князя Петра Васильевича Хованского-Лущины; у них сын Андрей.
  - Анастасия Фёдоровна — жена (брак с 1513/1514 г.) князя Ивана Васильевича Слепого Курли-Оболенского, родоначальника князей Курлятевых-Оболенских.
- Даниил Андреевич, по прозвищу Басман (?—ум. после 1514), служил воеводою при Иоанне Великом и при великом князе Василии Иоанновиче; взят в плен литовцами под Оршей в 1514 году и умер в плену. Был женат на Ирине (упом. в 1554); от него пошла угасшая фамилия Басмановых-Плещеевых.
- Афанасий Андреевич, был в чернцах в Кириллове монастыре.